# Michael Hölscher
Michael Hölscher (* 1970) ist ein deutscher Soziologe.

## Leben
Von 1992 bis 1999 studierte er Kulturwissenschaft und der Soziologie sowie der Philosophie an den Universitäten Bremen und Leipzig. Von 1999 bis 2005 war er wissenschaftlicher Mitarbeiter am Institut für Kulturwissenschaften, Bereich Kultursoziologie (Universität Leipzig). Nach dem Promotionsstudium 2005 an der FU Berlin war er von 2005 bis 2006 wissenschaftlicher Mitarbeiter am Institut für Hochschulforschung (HoF) Wittenberg an der Martin-Luther-Universität Halle-Wittenberg. Von 2006 bis 2008 war Postdoctoral Research Officer an der University of Oxford, Department of Education. Von 2008 bis 2015 war er wissenschaftlicher Assistent am Institut für Soziologie, Universität Heidelberg. Von 2013 bis 2015 vertrat er die Professur für Empirische Sozialforschung, Institut für Soziologie an der TU Chemnitz. Seit 2015 lehrt er als Professor für Hochschul- und Wissenschaftsmanagement an der Deutschen Universität für Verwaltungswissenschaften Speyer.
Seine Forschungsschwerpunkte sind Hochschul- und Wissenschaftsforschung, kreative Stadt, Innovation und Kreativität, Globalisierung und Kultur (insbesondere Europäische Integration), Wirtschaftssoziologie und Methoden des internationalen Vergleichs.

## Schriften (Auswahl)
- Wirtschaftskulturen in der erweiterten EU. Die Einstellungen der Bürgerinnen und Bürger im europäischen Vergleich. Wiesbaden 2006, ISBN 3-531-14791-9.
- Spielarten des akademischen Kapitalismus. Hochschulsysteme im internationalen Vergleich. Wiesbaden 2016, ISBN 3-658-10961-0.